# 時代封面人物列表 (1920年代)
这是1920年代的《時代雜誌》封面人物列表：

## 1923年
- 3月3日 - 约瑟夫·葛尼·坎农
- 3月10日 - 沃伦·盖玛利尔·哈定
- 3月17日 - 胡戈·斯廷内斯
- 3月24日 - 穆斯塔法·凯末尔

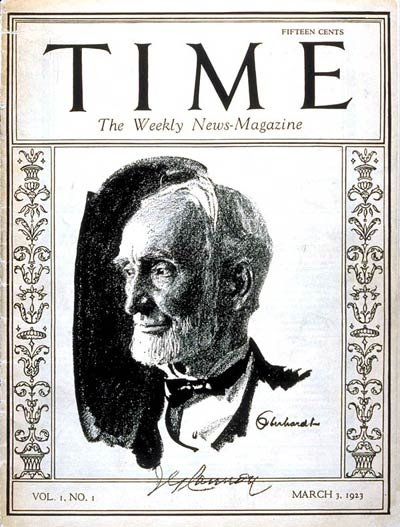
1923年3月3日，有约瑟夫·葛尼·坎农（Joseph G. Cannon）的封面

- 3月31日 - 斯蒂芬·‘兰迪’·桑福德
- 4月7日 - 约瑟夫·康拉德
- 4月14日 - 温斯顿·丘吉尔
- 4月21日 - 萨缪尔·马修斯·法克莱恩
- 4月28日 - 埃及国王福阿德一世
- 5月5日 - 詹姆斯·蒙哥马利·贝克
- 5月12日 - 约翰·巴顿·佩恩
- 5月19日 - 勒内·维维安尼
- 5月28日 - 富兰克林·德拉诺·罗斯福
- 6月4日 - 约翰·卢埃林·刘易斯
- 6月11日 - 赫伯特·李·普拉特
- 6月25日 - 爱德华·曼德尔·豪斯
- 7月2日 - 安德鲁·梅隆
- 7月9日 - 梅森·马修斯·帕特里克
- 7月16日 - 詹姆斯·卡曾斯
- 7月23日 - 罗伊·阿佐·海恩斯
- 7月30日 - 莱诺拉·杜丝
- 8月6日 - 贝尼托·墨索里尼
- 8月13日 - 萨缪尔·乔治·布莱斯
- 8月20日 - 弗雷德里克·埃德文·史密斯，伯肯黑德伯爵一世
- 8月27日 - 弗雷德里克·班廷
- 9月3日 - 大卫·劳合·乔治
- 9月10日 - 杰克·登普西
- 9月17日 - 伊斯雷尔·赞格威尔
- 9月24日 - 小约翰·皮尔庞特·摩尔根
- 10月1日 - 萨缪尔·冈珀斯
- 10月8日 - 赫伯特·亨利·阿斯奎斯
- 10月15日 - 弗兰克·奥兰·洛登
- 10月22日 - 约翰·温盖特·威克斯
- 10月29日 - 罗伊·查普曼·安德鲁斯
- 11月5日 - 朱利奥·加蒂-卡萨扎
- 11月12日 - 伍德罗·威尔逊
- 11月19日 - 埃里希·鲁登道夫
- 11月26日 - 休·西蒙斯·吉布森
- 12月3日 - 老罗伯特·马里昂·拉·福莱特
- 12月10日 - 阿尔伯特·贝尔德·康明斯
- 12月17日 - 安东·朗古
- 12月24日 - 萧伯纳
- 12月31日 - 安东尼·福克

## 1924年
- 1月7日 - 威廉·吉布斯·麦卡杜
- 1月14日 - 主教威廉·劳伦斯
- 1月21日 - 亨利·特洛奇
- 1月28日 - 赫伯特·贝阿德·斯沃普
- 2月4日 - 爱德华·埃贝勒
- 2月11日 - 约翰·赫辛·克拉克

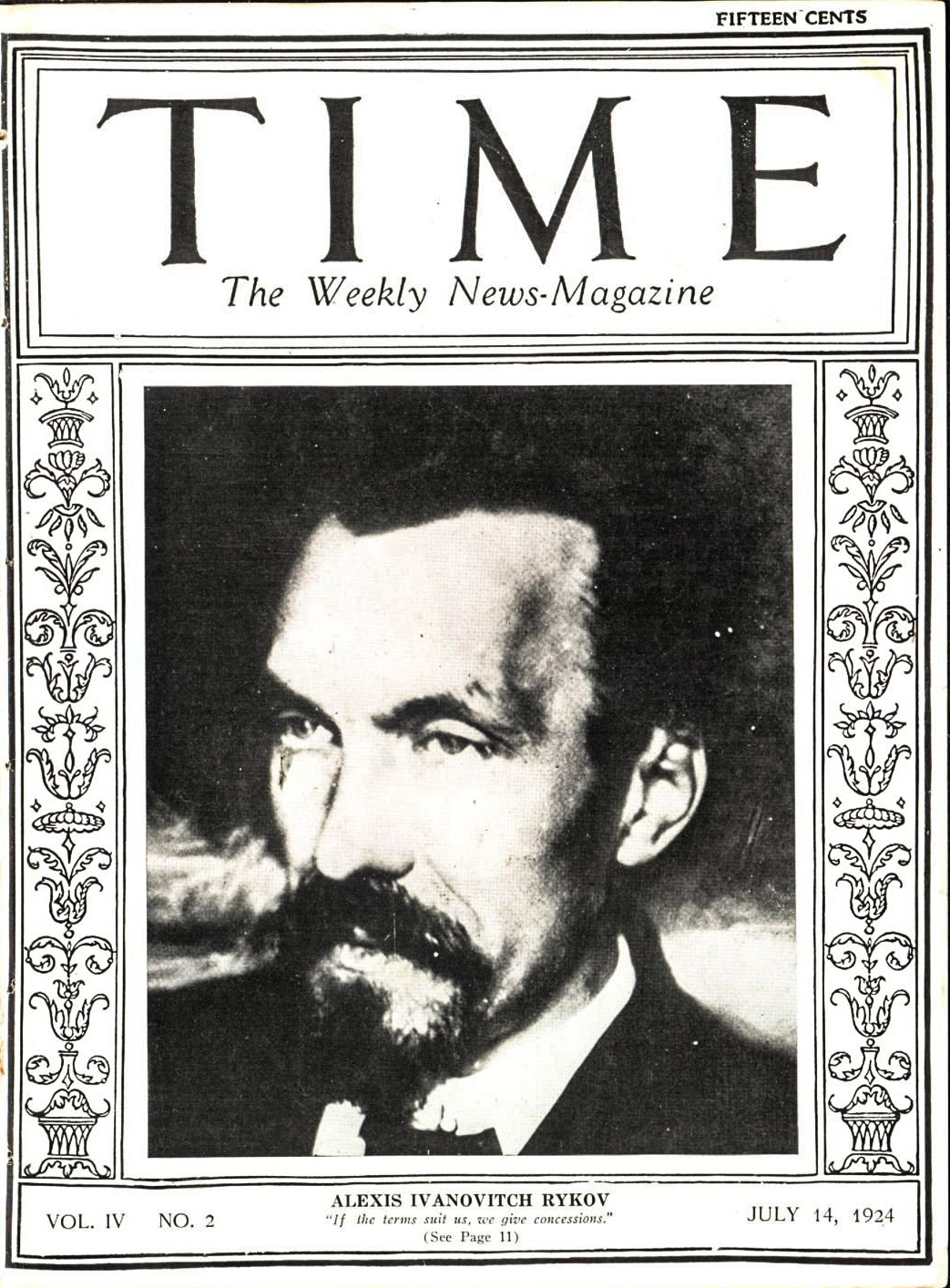
1924年7月14日時代雜誌封面，自1924年起擔任苏联部长会议主席兼任俄罗斯总理的李可夫

- 2月18日 - 艾琉瑟丽欧斯·韦尼泽洛斯
- 2月25日 - 伯纳德·曼尼斯·巴鲁克
- 3月3日 - 雷金纳德·麦克纳
- 3月10日 - 沃伦·S·斯通
- 3月17日 - 尤金·奥尼尔
- 3月24日 - 雷蒙·普恩加莱
- 3月31日 - 乔治·伊斯曼
- 4月7日 - 英国国王乔治五世
- 4月14日 - 乔治·费舍尔·贝克
- 4月21日 - 卢·亨利·胡佛
- 4月28日 - 杰拉西奥·卡埃塔尼
- 5月5日 - 威廉·埃德加·博拉
- 5月12日 - 荷马·圣高登
- 5月19日 - 亨利·赛德尔·坎比
- 5月26日 - 詹姆斯·克雷格,克雷加文子爵一世
- 6月2日 - 阿尔弗雷德·冯·提尔皮茨
- 6月9日 - 卡特·格拉斯
- 6月16日 - 庇护十一世
- 6月23日 - 海勒姆·韦斯利·埃文斯
- 6月30日 - 威廉·霍华德·塔夫脱
- 7月7日 - 詹姆斯·斯蒂尔曼·洛克菲勒
- 7月14日 - 阿列克谢·李可夫
- 7月21日 - 加斯东·杜梅格
- 7月28日 - 威廉·斯普洛
- 8月4日 - 罗马尼亚女王玛丽
- 8月11日 - 约翰·约瑟夫·潘兴
- 8月18日 - 拉姆齐·麦克唐纳
- 8月25日 - 伊迪丝·卡明斯
- 9月1日 - 阿道夫·西蒙·奥克斯
- 9月8日 - 吴佩孚
- 9月15日 - 西摩·帕克·吉尔伯特
- 9月22日 - 利奥·亨德里克·贝克兰
- 9月29日 - 海勒姆·约翰逊
- 10月6日 - 威廉·艾伦·怀特
- 10月13日 - 格伦·哈蒙德·柯蒂斯
- 10月20日 - 帕特里克·黑斯廷斯
- 10月27日 - 西格蒙德·弗洛伊德
- 11月3日 - 托马斯·利普顿
- 11月10日 - 埃塞尔·巴里莫尔
- 11月17日 - 弗雷德里克·亨廷顿·吉列
- 11月24日 - 威廉·拉尔夫·英格
- 12月1日 - 昌西·米切尔·迪皮尤
- 12月8日 - 将军普卢塔科·卡列斯
- 12月15日 - 德怀特·费尔雷·戴维斯
- 12月22日 - 西班牙国王阿方索十三世
- 12月29日 - 查尔斯·埃文斯·休斯

## 1925年
- 1月5日 - 胡安·贝尔蒙特
- 1月12日 - 约克公爵阿尔贝

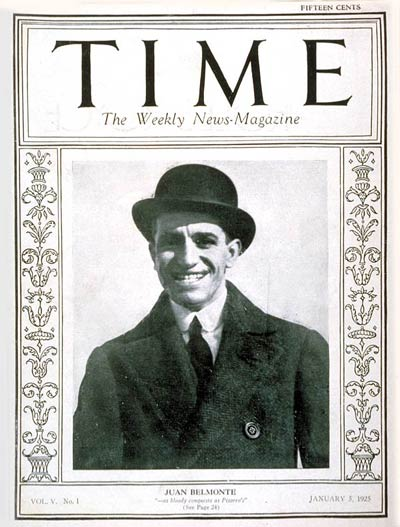
1925年1月5日，有胡安·贝尔蒙特（Juan Belmonte）的封面

- 1月19日 - 小约翰·戴维森·洛克菲勒
- 1月26日 - 查尔斯·比彻·沃伦
- 2月2日 - 弗里茨·克莱斯勒
- 2月9日 - 威廉·麦肯齐·金
- 2月16日 - 亨利·斯图尔特·纽
- 2月23日 - 欧文·D·扬
- 3月2日 - 艾米·洛厄尔
- 3月9日 - 尼古拉·朗沃斯
- 3月16日 - 元帅费迪南·福煦
- 3月23日 - 爱德华·贝奈斯
- 3月30日 - 乔治·哈罗德·希斯莱尔
- 4月6日 - 约翰·林林
- 4月13日 - 亚瑟·贝尔福
- 4月20日 - 沃尔特·珀西·克莱斯勒
- 4月27日 - 詹姆斯·赫佐格
- 5月4日 - 托马斯·沃尔什
- 5月11日 - 温斯顿·丘吉尔
- 5月18日 - 列夫·托洛茨基
- 5月25日 - 托马斯·爱迪生
- 6月1日 - 理查德·斯万·拉尔
- 6月8日 - 米格尔·普里莫·德·里韦拉
- 6月15日 - 意大利国王维托里奥·埃马努埃莱三世
- 6月22日 - 查尔斯·贺拉斯·梅奥
- 6月29日 - 西奥多·以利亚·伯顿
- 7月6日 - 查理·卓别林
- 7月13日 - 艾尔弗雷德·E·史密斯
- 7月20日 - 乔治·格什温
- 7月27日 - 亨利·福特
- 8月3日 - 林肯·安德鲁斯
- 8月10日 - 斯坦利·鲍德温
- 8月17日 - 阿卜杜勒·克里姆
- 8月24日 - 弗雷德里克·特鲁比·戴维森
- 8月31日 - 鲍比·琼斯
- 9月7日 - 约瑟夫·卡略
- 9月14日 - 扎卡里·兰斯多恩
- 9月21日 - 哈里·艾默生·福斯迪克
- 9月28日 - 弗兰克·比林斯·凯洛格
- 10月5日 - 雷德·葛朗奇
- 10月12日 - 德怀特·惠特尼·莫罗
- 10月19日 - 路易斯·登比茨·布兰戴斯
- 10月26日 - 海军上将威廉·索登·西姆斯
- 11月2日 - 奥托·赫尔曼·卡恩
- 11月9日 - 保罗·潘勒韦
- 11月9日 - 阿里斯蒂德·白里安
- 11月16日 - 赫伯特·胡佛
- 11月23日 - 吉福德·平肖
- 11月30日 - 奥斯汀·张伯伦
- 12月7日 - 何塞·劳尔·卡帕布兰卡
- 12月14日 - 查尔斯·盖茨·道斯
- 12月21日 - 布斯·塔金顿
- 12月28日 - 小詹姆斯·沃兹沃斯

## 1926年
- 1月4日 - 乔治·克列孟梭
- 1月11日 - 吉米·沃克
- 1月18日 - 亚瑟·卡珀
- 1月25日 - 阿图罗·托斯卡尼尼
- 2月1日 - 维克多·亨利·伯兰吉尔
- 2月8日 - 阿尔弗雷德·贝尔斯登
- 2月15日 - 戴安娜·库珀女士

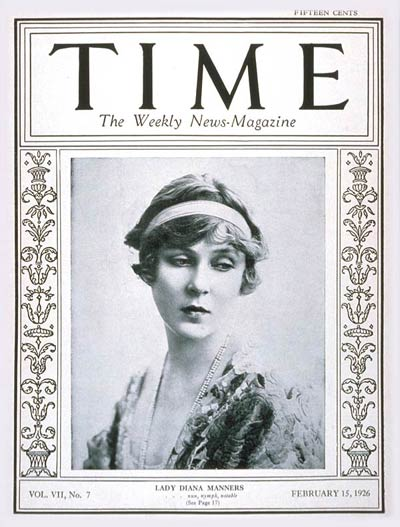
1926年2月15日，有戴安娜·库珀女士（Lady Diana Cooper）的封面

- 2月22日 - 埃伦·布朗宁·斯克里普斯
- 3月1日 - 马里昂·N·泰利
- 3月8日 - 罗伯特·托德·林肯
- 3月15日 - 奥利弗·温德尔·霍姆斯
- 3月22日 - 保罗·冯·兴登堡
- 3月29日 - 安德魯·約翰·沃爾斯泰德
- 4月5日 - 阿兰森·比奇洛·霍顿
- 4月12日 - 欧文勋爵
- 4月19日 - 将军伦纳德·伍德
- 4月26日 - 拉奎尔·梅勒
- 5月3日 - 挪威国王哈康七世
- 5月10日 - 约翰·海斯·哈蒙德
- 5月17日 - 菲利普·奥尔布赖特·斯莫尔·富兰克林
- 5月24日 - 魏德迈·里奇
- 5月31日 - 枢机乔治·威廉·曼德林
- 6月7日 - 元帅毕苏斯基
- 6月14日 - 嘉莉·查普曼·盖特
- 6月21日 - 阿伯特·劳伦斯·劳威尔
- 6月28日 - 德国国王威廉二世
- 7月5日 - 埃尔伯特·亨利·加里
- 7月12日 - 贝尼托·墨索里尼
- 7月19日 - 威尔·罗杰斯
- 7月26日 - 海伦·威尔斯
- 8月2日 - 加斯东·杜梅格
- 8月9日 - 乔治·E·布伦南
- 8月16日 - 亚瑟·布里斯班
- 8月23日 - 勒内·丰克
- 8月30日 - 吉尼·腾尼
- 9月6日 - 彼德罗·马斯卡尼
- 9月13日 - 老威廉·哈里森·海斯
- 9月20日 - 赫伯特·乔治·威尔斯
- 9月27日 - 约瑟夫·鲁德亚德·吉卜林
- 10月4日 - 威廉·汉福德·“大比尔”·爱德华
- 10月11日 - 奥格登·米尔斯
- 10月18日 - 伊莱休·鲁特
- 10月25日 - 乔治·布林顿·麦克莱伦·哈维
- 11月1日 - 朱利·加蒂-卡萨扎
- 11月8日 - 东乡平八郎
- 11月15日 - 亨利·斯隆·科芬
- 11月22日 - 查尔斯·米切尔·施瓦布
- 11月29日 - 萨缪尔·英萨尔
- 12月6 - 古列尔莫·马可尼
- 12月13日 - 拉尔夫·亚当·克莱姆
- 20 12月 - 查尔斯·柯蒂斯
- 12月27日 - 阿尔弗雷德·普里查德·斯隆

## 1927年
- 1月3日 - 利奥波德·查尔斯·埃默里
- 1月10日 - 詹姆斯·戴维斯
- 1月17日 - 查尔斯·科普兰
- 1月24日 - 理查德·施特劳斯
- 1月31日 - 皮埃尔·萨缪尔·杜邦
- 2月7日 - 爱丽丝·罗斯福·朗沃斯
- 2月14日 - 莫蒂默·洛布·希夫
- 2月21日 - 穆斯塔法·凯末尔
- 2月28日 - 雷·莱曼·威尔伯
- 3月7日 - 詹姆斯·里德
- 3月14日 - 辛克莱·刘易斯
- 3月21日 - 保罗·克洛岱尔
- 3月28日 - 查尔斯·达纳·吉布森
- 4月4日 - 蒋介石
- 4月11日 - 科尼利厄斯·麦吉利卡迪
- 4月18日 - 奈利·梅尔瓦
- 4月25日 - 罗伯特·密立根
- 5月2日 - 迈克尔·阿伦
- 5月9日 - 查尔斯·弗雷德里克·休斯
- 5月16日 - 朱利叶·斯克莱
- 5月25日 - 安德烈·塔迪厄

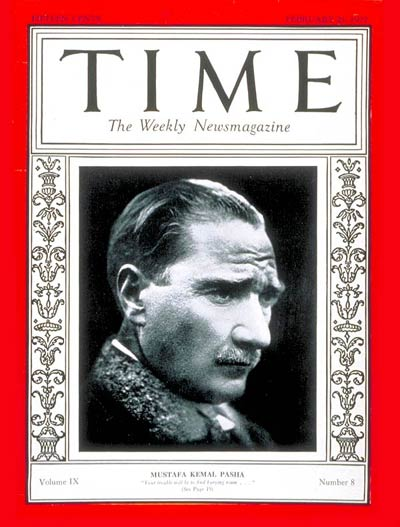
1927年2月21日封面人物穆斯塔法·凯末尔·阿塔图尔克（Mustafa Kemal Atatürk）

- 5月30日 - 英国国王乔治五世和王后玛丽
- 6月6日 - 詹姆斯·奥古斯丁·法雷尔
- 6月13日 - 约翰·约瑟夫·肯尼迪
- 6月20日 - 史沫特莱·巴特勒
- 6月27日 - 尼古拉斯·默里·巴特勒和约翰·麦格劳
- 7月4日 - 朱塞佩·马里奥·贝兰卡
- 7月11日 - 约内尔·布拉蒂亚努
- 7月18日 - 休·西蒙斯·吉布森
- 7月25日 - 华莱士·法林顿
- 8月1日 - 罗马尼亚国王米哈伊一世
- 8月8日 - 爱德华王子，亨利王子，乔治王子
- 8月15日 - 威廉·鲁道夫·赫斯特
- 8月22日 - 马克斯·莱因哈特
- 8月29日 - 查尔斯·亨利·布伦特
- 9月5日 - 德维诺克斯·米尔本
- 9月12日 - 爱德华·菲利浦·奥本海姆
- 9月19日 - 罗杰·沃尔夫·卡恩
- 9月26日 - 霍华德·保罗·萨维奇
- 10月3日 - 格拉汉姆·麦克纳米
- 10月10日 - 威廉·摩尔根·巴特勒
- 10月17日 - 尼基塔·巴利夫
- 10月24日 - 主教弗里曼
- 10月31日 - 阿尔弗雷德·赫兹
- 11月7日 - 钮特·罗克尼
- 11月14日 - 小牛顿·迪尔·贝克
- 11月21日 - 列夫·托洛茨基
- 11月28日 - 弗兰克·奥兰·洛登
- 12月5日 - 杰拉尔丁·法拉
- 12月12日 - 小罗伯特·马里昂·拉福莱特
- 12月19日 - 阿里斯蒂德·白里安
- 12月26日 - 斯坦利·鲍德温

## 1928年
- 1月2日 - 查尔斯·林德伯格
- 1月9日 - 托马斯·坎贝尔
- 1月16日 - 卡尔文·柯立芝

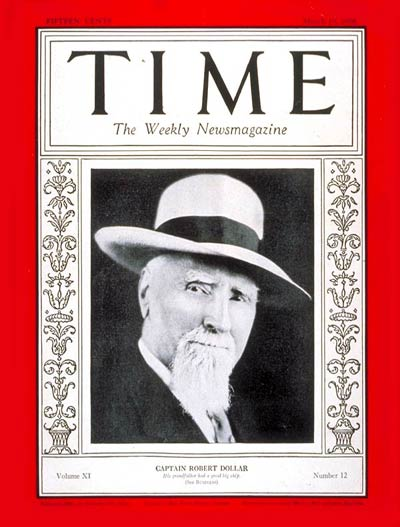
1928年3月19日，有罗伯特·多勒（Robert Dollar）的封面

- 1月23日 - 伊格纳奇·扬·帕德雷夫斯基
- 1月30日 - 迈伦·蒂莫西·赫里克
- 2月6日 - 文森特·阿斯特
- 2月13日 - 尤金·奥尼尔
- 2月20日 - 查尔斯·弗雷德里克·休斯
- 2月27日 - 巴吉度猎犬幼崽
- 3月5日 - 托马什·加里奎斯·马萨里克
- 3月12日 - 伯纳德·巴鲁克
- 3月19日 - 罗伯特·多勒
- 3月26日 - 赫伯特·胡佛
- 4月2日 - 阿马迪奥·贾尼尼
- 4月9日 - 哈里·福特·辛克莱
- 4月16日 - 乔治·伊斯曼
- 4月23日 - 露丝·汉纳·麦考密克
- 4月30日 - 阿尔·史密斯
- 5月7日 - 罗伯特·麦考密克和约瑟夫·梅迪尔·帕特森
- 5月14日 - 弗洛伦兹·齐格菲尔德
- 5月21日 - 约翰·戴维森·洛克菲勒
- 5月28日 - 安德鲁·梅隆
- 6月4日 - 约翰·杜威
- 6月11日 - 查尔斯·道斯
- 6月18日 - 查尔斯·柯蒂斯
- 6月25日 - 约瑟夫·本杰明·鲁滨逊
- 7月2日 - 冯玉祥
- 7月9日 - 罗杰斯·霍恩斯比
- 7月16日 - 朱利安·宾因
- 7月23日 - 西班牙国王阿方索十三世
- 7月30日 - 梅尔文·阿尔瓦·特雷勒
- 8月6日 - 比利时国王阿尔贝一世
- 8月13日 - 让·菲利浦·沃斯
- 8月20日 - 理查德·伊夫林·伯德
- 8月27日 - 弗兰克·R.·肯特
- 9月3日 - 杰德·哈里斯
- 9月10日 - 奥古斯都·约翰
- 9月17日 - 格雷斯·柯立芝
- 9月24日 - 詹姆斯·威廉·古德
- 10月1日 - 亚历山大·米克尔约翰
- 10月8日 - 威廉·霍华德·塔夫脱
- 10月15日 - 哈里·弗勒德·伯德
- 10月22日 - 菲利普·拉·福莱特
- 10月29日 - 梅尔切特男爵
- 11月5日 - 美国人民
- 11月12日 - 玛丽亚·耶里察
- 11月19日 - 裕仁天皇
- 11月26日 - 米哈伊尔·伊万诺维奇·加里宁
- 12月3日 - 奥维尔·莱特
- 12月10日 - 阿瑟·威廉·卡滕
- 12月17日 - 安第斯的救世主基督
- 12月24日 - 枢机奥康内尔
- 12月31日 - 亨利·费尔菲尔德·奥斯本

## 1929年
- 1月7日 - 沃尔特·克莱斯勒
- 1月14日 - 阿道夫·朱克
- 1月21日 - 詹姆斯·辛普森

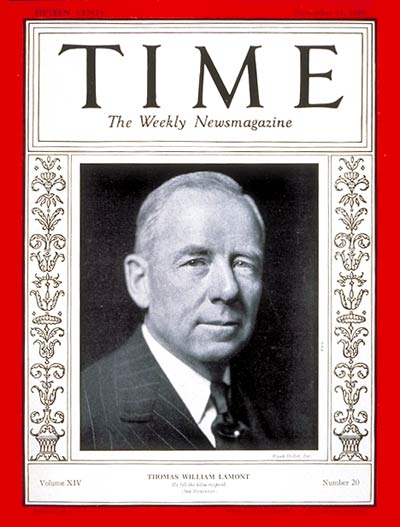
1929年11月11日封面人物托马斯·威廉·拉蒙特（Thomas W. Lamont）

- 1月28日 - 阿弗拉尼奥·多·阿马拉尔
- 2月4日 - 克拉伦斯·库克·利特尔
- 2月11日 - 南斯拉夫国王亚历山大一世
- 2月18日 - 阿尔伯特·爱因斯坦
- 2月25日 - 约翰·皮尔蓬·摩尔根
- 3月4日 - 沃尔特·汉普登
- 3月11日 - 亨利·刘易斯·史汀生
- 3月18日 - 比利·巴顿
- 3月25日 - 王储奥拉夫和公主玛塔
- 4月1日 - 威尔斯亲王爱德华
- 4月8日 - 里德·斯穆特
- 4月15日 - 埃德加·华莱士
- 4月22日 - 迈伦·泰勒
- 4月29日 - 公主伊丽莎白
- 5月6日 - 哈兰·斯通
- 5月13日 - 卢·亨利·胡佛
- 5月20日 - 吉米·沃克
- 5月27日 - 爱德华·迪恩·亚当斯
- 6月3日 - 弗朗西斯·S.·麦克布莱德
- 6月10日 - 九位石油州州长
- 6月17日 - 利文斯顿·兰德
- 6月24日 - 马克斯·施梅林
- 7月1日 - 海伦·威尔斯·穆迪
- 7月8日 - 劳伦斯·麦卡利·贾德
- 7月15日 - 大卫·沙诺夫
- 7月22日 - 阿尔万·麦考利
- 7月29日 - 吉米·法克斯
- 8月5日 - 亚瑟·海德
- 8月12日 - 保罗·舒普
- 8月19日 - 蒙塔古·科勒特·诺曼
- 8月26日 - 梅布尔·沃克·威廉布兰德
- 9月2日 - 詹姆斯·威廉·古德
- 9月9日 - 格雷厄姆·B.·格罗夫纳
- 9月16日 - 胡戈·埃克纳
- 9月23日 - 克里斯蒂安·基纳·卡格尔
- 9月30日 - 伊娜·克莱尔
- 10月7日 - 拉姆齐·麦克唐纳
- 10月14日 - 小威廉·里格利
- 10月21日 - 哈里·古根海姆
- 10月28日 - 伊瓦尔·克罗伊格
- 11月4日 - 萨缪尔·英萨尔
- 11月11日 - 托马斯·威廉·拉蒙特
- 11月18日 - 路易斯·爱德华·劳斯
- 11月25日 - 伊娃·列·高丽安
- 12月2日 - 罗伯特·布里吉斯
- 12月9日 - 沃尔特·克拉克·蒂格尔
- 12月16日 - 尼古拉斯·朗沃斯
- 12月23日 - 温德·柯兴·内维尔
- 12月30日 - 帕斯夸尔·奥尔蒂斯·鲁维奥